# Cu rốc ria lửa
Psilopogon pyrolophus là một loài chim trong họ Megalaimidae.
Một số nghiên cứu phát sinh chủng loài phân tử cho thấy Psilopogon pyrolophus, loài được coi là duy nhất của chi Psilopogon cho tới khoảng năm 2012-2013, lồng sâu trong phạm vi nhánh tiến hóa chứa chi Megalaima và vì thế chúng là không khác biệt. Do Psilopogon được Salomon Müller mô tả khoảng năm 1835-1836, vài năm trước khi George Robert Gray dựng lên chi Megalaima (khoảng 1841-1842) nên Psilopogon chiếm ưu thế trong việc dùng làm tên chi nghĩa rộng. Vì thế, Psilopogon pyrolophus là loài điển hình của chi Psilopogon cả theo nghĩa rộng lẫn nghĩa hẹp.